# Lagocheirus mecotrochanter
Lagocheirus mecotrochanter är en skalbaggsart som beskrevs av Toledo 1998. Lagocheirus mecotrochanter ingår i släktet Lagocheirus och familjen långhorningar. Inga underarter finns listade i Catalogue of Life.